# Byseň
Byseň (Duits: Bissen of Bissen in Böhmen) is een Tsjechische plaats in de gemeente Tuřany in de regio Midden-Bohemen en maakt deel uit van het district Kladno.
Byseň telt 67 inwoners (2021).

## Geschiedenis
De eerste schriftelijke vermelding van het dorp dateert van 1316.

## Verkeer en vervoer

### Autowegen
Weg I/16 loopt door de gemeente en verbindt Byseň met Tuřany, Řevničov, Slaný en Mělník.

### Spoorlijnen
Er is geen spoorlijn of station op het grondgebied van de gemeente. Het dichtstbijzijnde station is Slaný op ongeveer 4 km afstand. Dat station ligt aan spoorlijn 110 Kralupy nad Vltavou - Louny.

### Buslijnen
Er zijn twee bushaltes in Byseň:
| Halte                | Lijn | Route            | Vervoerder |
| -------------------- | ---- | ---------------- | ---------- |
| Tuřany, Byseň        | 587  | Libušín - Slaný  | ČSAD Slaný |
| Tuřany, Byseň, rozc. | 580  | Slaný - Rakovník | ČSAD Slaný |

## Bezienswaardigheden
- Kapel uit 1860.

## Galerij

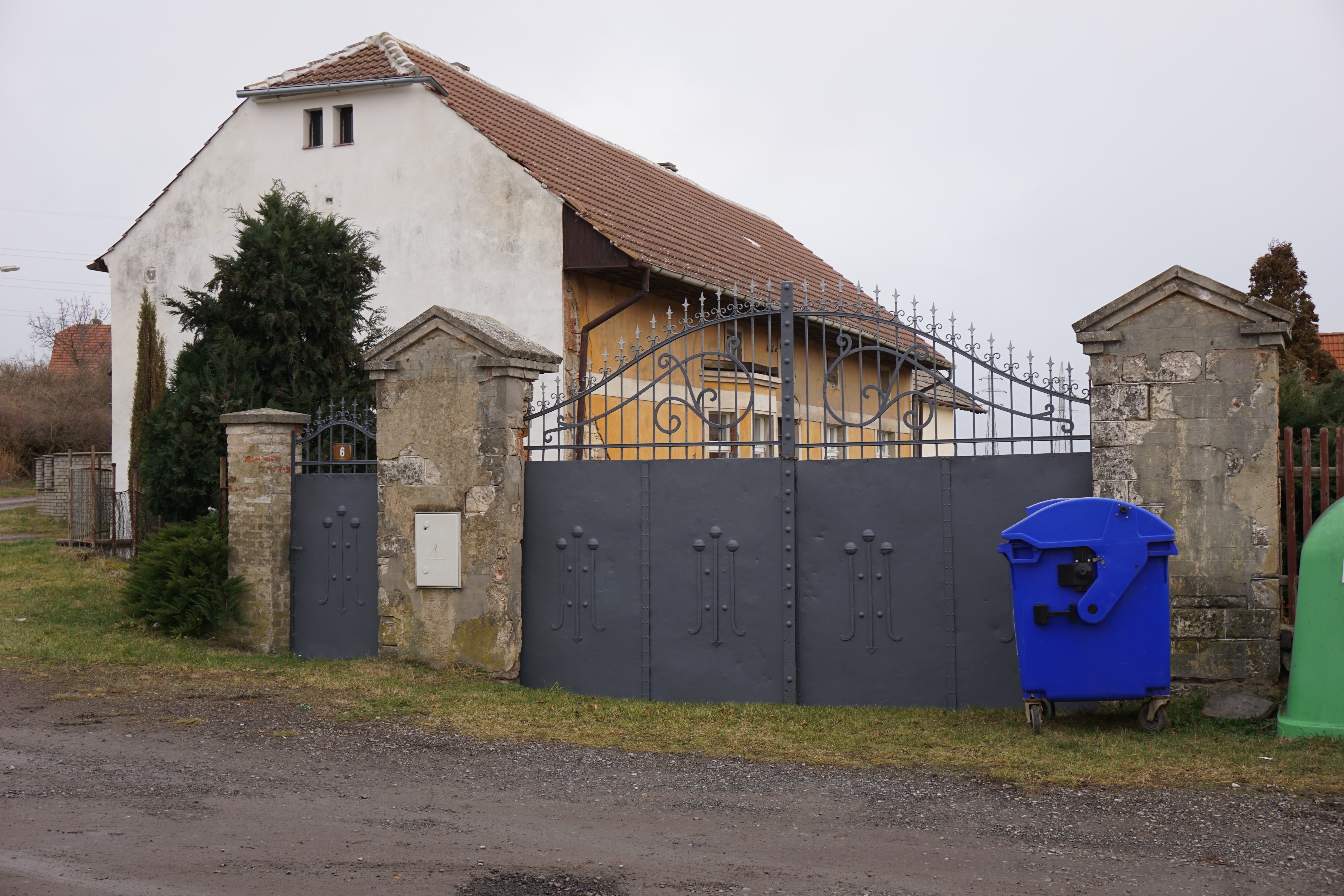
Boerderij in het dorp
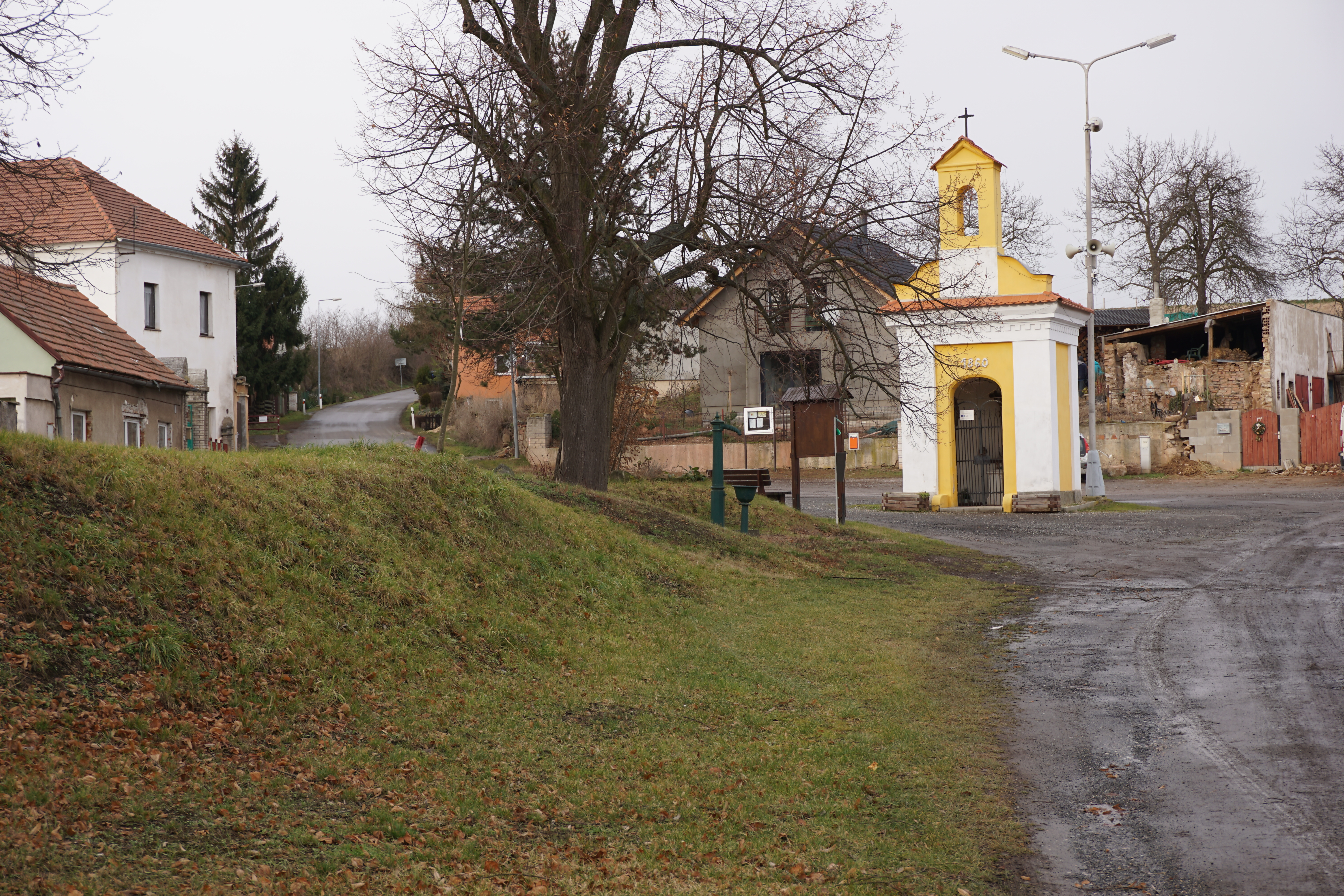
Dorpskapel